# T-723
La T-723 és una carretera local de la comarca de la Terra Alta. Duu la T perquè és de les carreteres que pertanyen a la demarcació de Tarragona. Discorre pel terme municipal de Batea, d'aquella comarca.
La carretera arrenca, dins del poble de Batea, de la C-221, a la cantonada de l'Avinguda d'Aragó amb la de Joan Carles I. Segueix l'Avinguda d'Aragó fins al capdamunt, moment en què dona pas, ja fora del nucli urbà, a la carretera T-723. En poc més d'1 quilòmetre i mig, la carretera arriba a un punt giratori on enllaça amb una carreterera d'enllaç amb la C-221, i la T-723 continua cap al nord-nord-oest. Sempre en aquesta direcció, en 7,6 quilòmetres arriba al límit comarcal, al límit amb la comarca del Matarranya, terme municipal de Nonasp, on acaba el seu recorregut enllaçant amb la carretera A-2411.